# MJ萬能號
《MJ萬能號》（日语：マイティジャック）是一部圓谷特技製作的科幻特攝電視劇，於1968年4月6日至同年6月29日期間，在日本時間每週六20時00分至20時56分於富士電視台首播。在首播季結束後，該節目的標題改為《戰鬥！MJ萬能號》（戦え！ マイティジャック），並製作了新的26集，於同年7月6日至12月28日期間，每週六19時00分至19時30分在富士電視台播出。
該系列故事圍繞著秘密組織「MJ」的成員，他們駕駛多功能戰艦「萬能號」以對抗邪惡組織Q的野心展開。

## 概要

### MJ萬能號
《MJ萬能號》主要聚焦以民間企業資助成立的「MJ萬能號」，旨在進行「防衛」、「建設」和「救援」活動，並描繪了與該組織秘密組織Q的戰鬥，結合了人類的間諜行動和機械動作的特技效果。是圓谷特技製作首次面向一般觀眾的一小時大型特攝電視劇，不過與面向兒童客群的《超人力霸王系列》和《快兽布斯卡》不同，這部作品更面向成年觀眾，其故事概念受到類似《007》的間諜動作片的影響，並聚焦在國際問題、人權問題和對立情感的碰撞等重大主題，本劇的製作成本當時非常高，一集耗資約1000萬日圓。
這部作品起源於東寶電影的《海底軍艦》，並借鑒了由同一特技導演圓谷英二策劃但未製作的《空飛戰艦》。 此外，受到同時期製作的《超人七號》及英國特效劇《雷鳥神機隊》的影響，該劇也採用了機械特效的路線。圓谷英二對這部作品充滿了熱情，為此購買了一台新型的35mm米切爾攝影機能夠進行超高速摄影，包括MJ號進水和飛向海上的場景等。然而關於作品的內容，主演二谷英明和圓谷特技製作，以及富士電視台之間存在分歧，特別是關於劇集風格的問題。二谷不希望此劇被視為特攝節目，因此要求增加正裝場面，並在機械駕駛場景中保持露臉，這些製作方面的不和諧在屏幕上也表現出來[註 2]。此外，主導演也從野長瀬三摩地急切更換為小林恒夫。小林擁有超過40部電影的導演經驗，這在圓谷特技製作中尚屬首次。儘管小林和野長瀬的工作時間不同，但他們都是黑澤明的門生。
第一集的製作幾乎由小林重新拍攝。野長瀬曾在《超異象之謎》後連續參與製作了5部圓谷節目，但在此次換板後則離開團隊，直到12年後的《超人力霸王80》才再次與該公司合作。 此外，由於劇集的收視率也較低，平均為8.3%，導致原計畫的全26集被取消，僅製作了全13集。 然而，由於在裝置等方面投入了26集的預算，富士電視台考慮到不直接終止將給圓谷特技製作帶來損失，因此決定重新製作，以面向兒童的《戰鬥！MJ萬能號》的形式進行繼續製作 。
第9集的首播版本和第2集的編輯版本有所不同的未播放鏡頭（僅B卷）目前仍尚存，這些未播放鏡頭後來在LD版本的特典影像中公開。

### 戰鬥！MJ萬能號
在《MJ萬能號》被取消後，第二季被重新構建為一部面向兒童的30分鐘特技電視劇，使用新的預算重新設定了故事情節。製片人由曾負責《忍者部队月光》的新藤善之接替，演員陣容也發生了重大變化，包括來自《月光》的山口暁和渚健二也加入了劇組團隊。製作團隊還聘請了經常參與富士電視台特技作品的導演土屋嘖之助以及動作組織J・F・A，富士電視台在這部作品中扮演了重要的製作團隊。
由於原計劃有26集的《MJ萬能號》最後只製作了13集。當轉為30分鐘節目後，為了彌補由於從1小時節目變為30分鐘而減少播放次數的情況，新一季則提出「完整播放剩餘的13集」的要求，與圓谷特技製作及富士電視台協商，將播出期限延長 第9至第11集由東海電視台拍攝。雖然基本設定如MJ號和敵對組織Q保持不變，但將MJ團隊的身份從「由國際基金支持的志願專業團隊」更改為公共國際機構「Apple」的下部組織，並將正規隊員從11人減少到5人{{R|特撮世界144}。從第二季開始，劇集風格再次發生變化，轉向每集都有怪獸登場的系列。
原則上，劇集設定了「敵方不配置類似MJ號的全能戰艦」。但在第二季中，出現了多種多樣的策劃組織，但所有成員都穿著與Q相同的製服。實際上，在作品中，第1集中提到了加入「Apple」的對話，但隨後第21集的劇情中出現了不一致之處，或者是在播放過程中進行了調整。每位隊員都攜帶一張身份證，它還可以作為打開東京各地秘密門的鑰匙，此外，從第6集開始，隊員的角色名稱以片假名（片假名）形式呈現。
未製作的喜劇作品《超七》（ウルトラ・セブン）中的衛兵角色「バッキー」和怪獸及外星人等元素在本作進行了大量的改編和再利用。 新設計的怪獸外觀由高山良策設計。在最後一集中，Q的湖底基地部分使用了未使用的《超人七號》片段。

## 登場角色

### MJ萬能號成員
MJ萬能號的11名成員在故事中通常分為兩組行動：一組位於MJ號的艦橋，一組潛入敵方Q的基地，因此他們從未全部集結在一起。在戰鬥時，他們穿著可用作飛行服的戰鬥服，上面覆蓋著戰術夾克。 此外，他們攜帶著一支.8毫米口徑的MJ自動高能量手槍，射程為2600米，有效射程為550米，彈夾內裝有8發子彈。
當八郎（あたり はちろう）
飾演者：二谷英明
MJ號的隊長，他是一位業餘登山家，具備世界級的地圖學者。在加入MJ之前，他是矢吹公司的情報員，當他被Q綁架後，最後被MJ救出並加入了團隊。平常經營位於東京銀座的地圖店和咖啡店「GALILEI」（ガリレー）。有時和天田之間也有一些分歧。年齡設定為38歲。
八郎這個名字的靈感來自於工作人員的希望，即「希望8頻道（富士電視）的節目能夠成功」。
桂惠（かつら めぐみ）
飾演者：久保菜穗子
MJ號的情報員，她是創辦人矢吹郷之助的秘書。平時擔任銀座的俱樂部「J」的女老闆。年齡設定為28歲。
天田一平（あまだ いっぺい）
飾演者：南廣
MJ號的副隊長，與八郎同級，主要負責隊伍指揮。他還是氣象學權威，平常是職業高爾夫球手。 年齡設定為32歲。
英健（はなぶさ たけし）
飾演者：春日章良
MJ號的飛行員之一，他是世界知名的心臟外科醫生。 平時是一艘破舊的三等貨船的醫生。他是團隊中的問題解決者，通常被稱為「先生」或「醫生」。在第12集中，他代替被俘虜的天田指揮了隊伍。年齡設定為40歲。
村上讓（むらかみ ゆずる）
飾演者：天本英世
MJ號的科學家，他是火藥和爆炸物專家，也是化學領域的權威。平時經營煙火店，大家通常都稱他為「博士」。年齡設定為60歲。
源田明（げんだ あきら）
飾演者：二瓶正也
MJ號的飛行員之一，平常是一名自由試飛員和跳傘教練。 大家常稱他為「源」。年齡設定為26歲。
一瑪麗（いちじょう マリ）
飾演者：池田和歌子
精通26種語言的語言天才。平時擔任「GALILEI」的助理兼女招待。個性堅強，運動天賦出色，大家通常都稱她為「瑪麗小姐」。在第7集中，她展現了卓越的狙擊技能。年齡設定為21歲。
寺川進（てらかわ すすむ）
飾演者：井上紀明
MJ的飛行員之一。通常在研究生院（電子工程專業）擔任研究助理。個性冷靜、聰明、嚴肅。設定年齡為26歲。
玉木英雄（たまき ひでお）
飾演者：田中淑隆
MJ號的飛行員兼通信員。平常是大學生，熱衷於業餘電台通信，被譽為「早耳之玉」，是團隊的資訊通。在第11集中，他和富井受到Q的攻擊並犧牲。 設定年齡為19歲。
服部六助（はっとり ろくすけ）
飾演者：福岡正剛
MJ號的機械師兼動力專家。 平常是汽車修理工場的技師。他熱愛吉他和烹飪，與富井搭檔，被稱為「六先生」。設定年齡為29歲。
富井滿（とみい みつる）
飾演者：大屋滿
MJ號的動力專家。 平常是花店「Tommy」（フラワーショップ・トミー）的老闆。 他與服部的關係親密，被成員稱為「Tommy」。在第11集中，他和玉木一起犧牲。設定年齡為35歲。
川上登（かわかみ のぼる）
飾演者：睦五朗
他從第11集開始出現，主要負責地面活動。
弓田艾瑪（ゆみだ エマ）
飾演者：真理安娜
她從第11集開始出現，是MJ號的情報員。在第12集中展示了印度舞蹈。
矢吹郷之助（やぶき ごうのすけ）
飾演者：柳永二郎
他是矢吹公司的創辦人和領袖，也是MJ號的創辦人。年齡設定為68歲。

### 戰鬥！MJ萬能號
天田一平（あまだ いっぺい）
飾演者：南廣
在該作中，他擔任MJ的新隊長。他熱愛蘋果並經常隨身攜帶，根據劇本，他的設定年齡為34歲。
源田明（げんだ あきら）
飾演者：二瓶正也
在該作中，他擔任MJ的副隊長，擅長機械工程。由於他喜歡開玩笑，常常受到天田的責備。他對外星人持有偏見，在處理MONO星人問題上曾與今井產生分歧。根據的劇本，他被設定為25歲。
扮演該角色的二平表示，此版本的源田和前作的形象相當不同。
今井進（いまい すすむ）
飾演者：山口暁
航空工程專家，具有直爽的性格。他的設定年齡為23歲。在第16集中，他與MONO星人建立了聯繫。
小川喜助（おがわ きすけ）
飾演者：渚健二
電子工程專家，設定年齡為22歲，在第14集中，他的父親（由植村謙二郎飾演）和弟弟登場，儘管他在劇中假稱自己是卡車司機。在最後一集中，他不幸被Q的成員擊中而犧牲。
江村奈美
飾演者：江村奈美
火藥和爆炸物專家，年僅19歲。劇本中設定她是混血兒，在第17集中，她的發明狂表弟（由小瀬朗飾演）出現。
江村的演員在參演本劇後將自己的藝名從川奈美沙改為了角色名江村奈美。此外，她在參演本劇後與合作演員渚健二結婚。
船木一郎
飾演者：片岡光
他在最後一集中作為小川的繼任者加入，並最終犧牲。
清水光夫（しみず みつお）
飾演者：寺尾信義
與船木一同加入為小川繼任者的新成員。
司令藤井（ゼネラル ふじい）
飾演者：宇佐美淳也
Apple日本分會的總負責人，本名為藤井泰藏。

## 登場機甲

### 萬能戰艦MJ號
| 萬能戰艦MJ號 | 萬能戰艦MJ號                       |
| ------------ | ---------------------------------- |
| 全長         | 235米                              |
| 全高         | 41米                               |
| 全幅         | 150米                              |
| 重量         | 28000噸                            |
| 能量源       | 太陽等離子引擎和核子引擎的多維繫統 |
| 最高速度     | 2.8 馬赫                           |

萬能戰艦MJ號是一艘由現代科學精心建造的巨大戰艦，具備飛行和潛水的能力。艦內裝備有各種飛行器和設備，包括：
- 皮布里達（ピブリダー、單座小型戰鬥機）
- 康克魯德（コンクルーダー、水空兩用多用途戰鬥轟炸機）
- 異國偵察兵（エキゾスカウト、水空兩用特別偵察機）[29]
- 水下噴射器V（ハイドロジェットV、海底探測艇）[30]
- 巴奇（バギー、2人坐小型直升機）[31]
- 地堡H（バンカーH、4人坐中型直升機）[32]
- 希普利（シプリー海上調查用摩托艇）[33]
- コンクルーダー（水空兩用多用途戰鬥轟炸機）[34]

大部分機械零件在分解狀態下裝載，然後在MJ號艦內工廠組裝後發射。外形設計方面，艦橋的設計以高雄型重巡洋艦為模型。設計者成田亨將戰艦改為巡洋艦，這是因為他認為「大型軍艦時代已經結束」。 模型的大小依不同情節需求進行調整，最大的一種由郡司模型製作所製造，長達3間（5.4公尺）。 在某些場景中，使用了一個特製的「大艦頭」迷你模型，以增強巨大感。
MJ號的佈景內也使用一些已使用的道具，如《超人七號》的飛碟，MJ號的船塢內裝飾有曾出現在《超人七號》的防衛中心和神戶港塔的微型模型，稍作修飾。相反，敵對組織Q的潛水艇駕駛艙是在《超人七號》第42集中用於馬爾特人潛艇內部的場景。
2012年，展覽「庵野秀明館長特攝博物館：昭和平成時代的模型」中，展出了原口智生製作的3公尺大小的復原迷你模型。 此外，還有一個3尺大小的遠景模型由原口修復。

## 製作人員
- 指導與監修：圓谷英二[註 3]
- 製作人： 守田康司、圓谷皐（日语：円谷皐）、伊藤康祐、新藤善之（富士電視台）
- 劇本： 關澤新一、若槻文三（日语：若槻文三）、池田一朗（日语：池田一朗）、柴英三郎、山田正弘（日语：山田正弘）、金城哲夫、有高扶桑、小滝光郎、藤直弘、山浦弘靖（日语：山浦弘靖）、代代木忍、田邊虎男、橫山保郎、藤川特介（日语：藤川特介）、赤井鬼介（日语：赤井鬼介）、市川森一（日语：市川森一）
- 音樂： 冨田勲、宫内国郎
- 攝影： 森喜弘（日语：森喜弘）、鈴木斌（本片）、佐川和夫（日语：佐川和夫）、中町武、關口政雄（特技拍攝）
- 美術： 深田達郎、鈴木儀雄（本片）、成田亨、井口昭彥（日语：井口昭彥）（特技拍攝）
- 造型： 郡司模型製作所、高山良策（日语：高山良策）、高木敏喜
- 照明： 山口偉治、長洞利和（本片）、小林和夫、岸田九一郎（日语：岸田九一郎）、高野勝也（特技拍攝）
- 記錄： 新沼比沙、向山知子、佐久間千枝子、關根佳子、椎塚二三
- 副導演： 石井竹彥、難波誠一、東條昭平（日语：東條昭平）（本片）、高橋五郎、盛靜雄、石黑光一（特技拍攝）
- 動作指導： 沼裡貞重、中島徹郎、塚本貞重
- 光學攝影： 中野稔（日语：中野稔）
- 剪輯： 小倉昭夫
- 製作主管： 齋藤記一郎、水野洋介、熊谷健（日语：熊谷健）、上村宏
- 製作負責人： 塚原正弘
- 錄音： 葵工作室（日语：アオイスタジオ）、木拓實驗室、松本好正
- 音效： 協立音響、西本定正、泉典彥、知久長五郎
- 底片處理： 東京現像所（日语：東京現像所）
- 協力： Edward（日语：エドワーズ_(企業)）（紳士服裝製造商）、Standard、富士Xerox（現為富士膠片商業創新）
- 動作設計： JFA、上西弘次（日语：上西弘次）
- 特技監督： 大木淳吉（日语：大木淳吉）、佐川和夫、有川貞昌（日语：有川貞昌）
- 導演： 满田穧、野長瀬三摩地（日语：野長瀬三摩地）、柳瀬觀、小林恒夫（日语：小林恒夫）、堀內真直（日语：堀内真直）、土屋啓之助（日语：土屋啓之助）、福原博、東條昭平
- 製作： 圓谷製作、富士電視台
- 贊助： 三得利、花王肥皂（現為花王）
- 開場和劇中以及下一集預告解說員（MJ萬能號）： 中江真司（日语：中江真司）
- 解說員（'戰鬥！MJ萬能號'）[41]： 中江真司（第1集）、阿知波信介（日语：阿知波信介）（第12集）、小林恭治（日语：小林恭治）（第14集）、谷津勳（日语：谷津勳）（第16集）、 槐柳二（第17集）、野澤那智（第18集）、篠原大作（第19集）、鈴木泰明（日语：鈴木泰明）（第22集）、村越伊知郎（日语：村越伊知郎）（第23、25、26集）

## 播映
| 放映日期     | 集數 | 製作順序集數 | 日文標題                 | 中文標題       | 登場兵器、演員、Q幹部 | 編劇              | 監督                  | 特殊技術 | 客串                                                                   |
| ------------ | ---- | ------------ | ------------------------ | -------------- | --- | ----------------- | --------------------- | -------- | ---------------------------------------------------------------------- |
| 1968年4月6日 | 1    | 5            | パリに消えた男           | 在巴黎失蹤的人 | - 大型ヘリジェット - 小型戦闘機 スワロー - 矢吹の秘書：應蘭芳 - 警官：恩維爾·阿爾滕貝 - 老闆：吉原正皓 | 関沢新一          | 滿田穧                | 大木 淳  | 中山豊 中江真司                                                        |
| 4月13日      | 2    | 2            | K52を奪回せよ            | 奪回K52        | - 小型潜水艦 リトルQ - ベース・サプ - 内藤辰彦：近藤宏 - 吉村：武藤英司 - 老闆：友野多介（聲：森山周一郎） | 有高扶桑          | 野長瀬三摩地          | 大木 淳  | 齊藤千也子 島つかさ 龍崎一郎                                           |
| 4月20日      | 3    | 3            | 燃えるバラ               | 燃燒的玫瑰     | - 中型戦闘機 フライング・スカイラル - 大型空中母艦 レイブン - バラを買う女：山東昭子 - 警備員（Qのスパイ）：小松英三郎 - 工作員：菊池英一                                                                      | 若槻文三          | 野長瀬三摩地          | 大木 淳  | 堤康久 羅伯特·貝恩                                                     |
| 4月27日      | 4    | 7            | 祖国よ永遠なれ!!         | 永遠的祖國！！ | - 電動弾ミサイル - 梅田勇（No.5）：南原宏治 - 梅田的朋友：中村孝雄 | 若槻文三          | 柳瀬 観               | 佐川和夫 | 橘正晃、佐渡絹代 - 伊斯馬爾·吉姆中校：山本耕一                         |
| 5月4日       | 5    | 9            | メスと口紅               | 手術刀和口紅   | - 大型潜水艦 スティブラー - 車型潜水艦 - 塚田：森山周一郎 - 新庄誠：鶴賀二郎 - 医師：近江俊輔 - 幹部：大野剣友会 - 草間和子博士：白木万理                                                                      | 池田一朗          | 小林恒夫              | 佐川和夫 | 平沢公太郎 彼得·威廉斯、西德·溫甘 布魯諾·魯斯克、恩維爾·阿爾滕比       |
| 5月11日      | 6    | 6            | 熱い氷                   | 熱冰           | - 中型潜水艦 シャークス - ポータブルシンクロトロン - 大型潜水艦 サブ・ポータムス - 熱い氷を溶かす装置 - 羅伯特岡村：傑瑞·伊托 - 立花弗里茨：弗朗茲·格魯伯 - 胡安·曼努埃爾·佩雷斯：弗雷德·博薩德 - 幹部：大野普 | 柴英三郎          | 柳瀬 観               | 大木 淳  | 湊俊一 路易吉·菲丹瑟                                                   |
| 5月18日      | 7    | 4            | 月を見るな!              | 別看月亮！     | - 円盤型空挺 スカイシップ - 糸田博士：高野眞二 - 亞當斯博士：奧斯曼·優素福 | 山田正弘          | 野長瀬三摩地          | 佐川和夫 | 松本朝生<br /神田隆 上田忠好 內山綠                                    |
| 5月25日      | 8    | 8            | 戦慄のオーロラ           | 恐怖的極光     | - 大型潜水艦 ミスティ - 関谷豊治：佐原健二 - サブ・ポータムス艦長：戸上城太郎 - 工作員：北村総一朗、遠矢孝信                                                                                                   | 小滝光郎          | 小林恒夫              | 大木 淳  | 斉藤英雄 相原巨典、丸山謙一郎、広元洌 北竜二、小林裕子 藤木悠          |
| 6月1日       | 9    | 1            | 地獄への案内者（ガイド） | 地獄來的嚮導   | - 巨鯨型万能戦艦 ホエール - 217號：伊藤久哉 - 久能：高津住男 - 配下：松本染升 - 科學家：阿卜杜·阿帕奈 | 若槻文三          | 野長瀬三摩地 小林恒夫 | 大木 淳  | 櫻井浩子 里木佐甫良、野本礼三、幸田宗丸 勝部義夫、大塚秀男、毛利幸子   |
| 6月8日       | 10   | 10           | 爆破指令                 | 爆破指令       | - 高速戦闘機 ブラックアロー - 大型万能戦艦 ジャンボー - 遠東砌塊廠經理：佐竹明夫 - Q的責任者：薩姆·霍華德 | 金城哲夫          | 満田かずほ            | 佐川和夫 | 滝恵一、阪脩 成合晃 阿部脩 石井富子、野口元夫 恩維爾·阿爾滕比 夏木順平 |
| 6月15日      | 11   | 11           | 燃える黄金               | 燃燒的黃金     | - 大型潜水母艦 クラッチャー - 運搬用潜水艦 キャリー・サブ - 司令官L：哈樂德·康韋（声：高塔正翁） - 電話の声（工作員）：辻村真人} - Qの副官の声：市川治                                                         | 藤 直弘           | 堀内真直              | 有川貞昌 | 山本廉 渋谷英男、鈴木治夫                                              |
| 6月22日      | 12   | 12           | 大都会の恐怖             | 大都會的恐怖   | - 大型潜水艦 グラッドストン - 沢村貞夫：上野山功一 - 沢村冴子：高月毬子 - 黒江：細川俊夫 - 工作員：松島映一、矢田稔 - スパイ：中屋敷哲也                                                                       | 山浦弘靖 代々木忍 | 小林恒夫              | 佐川和夫 | 選千太郎、佐佐倉英雄 柄沢英二 大野義幸 河原美波 青戸洋                 |
| 6月29日      | 13   | 13           | 怪飛行船作戦             | 神秘飛艇行動   | - 要塞飛行船 スカイマンモス - 首領：沼田曜一 - 幹部：安藤敏夫、入江正徳、恩維爾·阿爾滕比、加茂喜久、平浩一、平松慎吾                                                                                           | 田辺虎男 横山保郎 | 小林恒夫              | 大木 淳  | 野島昭生 松岡紀子、八代萬智子 平田昭彦                                 |

### 戰鬥！MJ萬能號
| 放映日期     | 集數 | 日文標題                        | 中文標題                 | 登場敵役、組織、怪獣 | 編劇              | 監督       | 特殊技術 | 客串                                                                  |
| ------------ | ---- | ------------------------------- | ------------------------ | --- | ----------------- | ---------- | -------- | --------------------------------------------------------------------- |
| 1968年7月6日 | 1    | かかった罠はぶっ飛ばせ!         | 丟掉陷阱！               | - 秘密組織帕克 - 帕克首領：邁克·丹寧（聲：若山弦蔵） - 帕克團員：尾崎孝二、菊池英一 - 帕克戰鬥員：渡辺高光 - 帕克28號：薩裡達·拉赫曼（聲：沢田敏子） - 帕克戦闘機                                                    | 藤川桂介          | 土屋啓之助 | 有川貞昌 | 大宮悌二                                                              |
| 7月13日      | 2    | ミニミニ島を爆破せよ!           | 炸毀迷你迷你島！         | - AZ團 - 小島型飛行要塞 - AZ團首領：南道郎 - AZ團團員：奥村公延 - AZ団戦闘機 アセンダー | 金城哲夫          | 満田かずほ | 佐川和夫 | 川田勝明br />福崎和広 矢崎知紀                                        |
| 7月20日      | 3    | 悪魔の海にとんで行け!!          | 飛向惡魔之海！！         | - 謎之組織 - 円盤型海底要塞 - 音楽催眠装置 | 山浦弘靖          | 満田かずほ | 佐川和夫 | 浅野進治郎 剣持伴紀 大前亘 内藤綱男                                   |
| 7月27日      | 4    | とられたものはとりかえせ!!      | 替換掉拿走的東西！！     | - 謀略組織 Q - 大型飛彈水銀 - Q首領的聲音：澤律夫 - Q的間諜・有沢：二瓶秀雄 - Q的配下：田尻康博 - 塞爾吉亞秘密情報部首領：渡辺高光 - 塞爾吉亞秘密情報部員：菊池英一 - 塞爾吉亞國軍戦闘機快速伯爵                     | 小滝光郎          | 土屋啓之助 | 有川貞昌 | 二本柳寛 水島健二 神戸君郎 奧斯曼·優素福 橘正晃                       |
| 8月3日       | 5    | マリヤの像を追いかけろ!!        | 追尋瑪麗亞雕像！！       | - 盗賊團 - 盗賊團首領：永山一夫 - 盗賊團員：国分秋恵、仙波一之、野本礼三 - 盗賊團的武装兵 | 赤井鬼介          | 土屋啓之助 | 有川貞昌 | 西田昭市 幸田宗丸 保科三良 皮埃爾·卡拉梅洛 辻村真人                   |
| 8月10日      | 6    | マイティー号でぶちかませ!!      | 用MJ號猛烈衝撞!!         | - 謀略組織 Q - 巨大海底基地 - 潜水艦 V101号艇 - 大型ミサイル - Q首領：大月吳爾夫 - Q1号：中井啓輔 | 小滝光郎          | 土屋啓之助 | 有川貞昌 | 石山勝巳 島田太郎 渡辺高光                                            |
| 8月17日      | 7    | 来るなら来てみろ!!              | 你想來就來吧！！         | - 謀略組織 Q - Q戦闘機 - 水爆輸送機 - Q首領：今井健二 - Q配下：尾崎孝二、中村孝雄、向精七 | 小滝光郎          | 東條昭平   | 佐川和夫 | 神戸君郎                                                              |
| 8月24日      | 8    | 地獄へ行って笑え!               | 去地獄笑吧！             | - 秘密組織基爾 - スーパーカー - 円盤ミサイル - 基爾首領：奧斯曼·優素福 - ハリィ野口：加藤治 | 藤川桂介          | 福原博     | 大木淳   | 岩城和男 大矢兼臣 小池泰光 上田耕一 高杉哲平 中島元 山本武            |
| 8月31日      | 9    | 地底の悪魔をたたき出せ!         | 消滅地下的惡魔！         | - 謀略組織 Q - Q首領：加地健太郎 - Q配下：尾崎孝二、菊池英一、中岡慎太郎 | 小滝光郎 赤井鬼介 | 土屋啓之助 | 有川貞昌 | 久松保夫                                                              |
| 9月7日       | 10   | 消えた王女の謎を解け!!          | 解開失蹤公主之謎！！     | - 暗殺組織 R - R武装隊 - R首領：渡辺高光 - 小丑R69：藤村俊二 | 小滝光郎 赤井鬼介 | 土屋啓之助 | 有川貞昌 | 西莉亞·保羅\|シリア・ポール]] 成瀬昌彦 高野浩幸 右田洋子              |
| 9月14日      | 11   | 甘い爆弾にくらいつけ!           | 咬上那顆甜蜜的炸彈！     | - 犯罪組織布拉德 - 布拉德潜水艦艦長：漢斯·霍內夫 - 布拉德首領：永山一夫 - 布拉德配下：菊池英一、国景子 - 小型ミサイル - ブラッド潜水艦 - 戦闘機 ブラッドプレーン                                                     | 藤川桂介          | 福原博     | 大木淳   | 浅野進治郎 伊藤信明 斉藤英雄 杉田俊也                                 |
| 9月21日      | 12   | マイティ号を取り返せ!! （前編） | 奪回MJ號！（前編）       | - 謀略組織 Q - Q首領：吉原正皓 - Q4號：上西弘次 - Q配下：徳丸完、松本喜臣 - Q3号：万里昌代 - 骸骨（第13話） | 若槻文三 金城哲夫 | 満田かずほ | 佐川和夫 | 森次晃嗣                                                              |
| 9月28日      | 13   | マイティ号を取り返せ!! （後編） | 奪回MJ號！（後編）       | - 謀略組織 Q - Q首領：吉原正皓 - Q4號：上西弘次 - Q配下：徳丸完、松本喜臣 - Q3号：万里昌代 - 骸骨（第13話） | 若槻文三 金城哲夫 | 満田かずほ | 佐川和夫 | 森次晃嗣                                                              |
| 10月5日      | 14   | 炎の海を乗り越えろ!             | 衝破火海！               | - 海魔 大ダコ | 市川森一          | 土屋啓之助 | 有川貞昌 | 植村謙二郎 向精七 小高優 伊藤潤一 渡真二                              |
| 10月12日     | 15   | 死人の館に突進せよ!             | 衝進死者宅邸！           | - 木乃伊怪人：上西弘次 | 藤川桂介          | 土屋啓之助 | 有川貞昌 | 安藤敏夫 細川俊夫 松本朝生 松平有加 三條美紀 安田隆                   |
| 10月19日     | 16   | 来訪者を守りぬけ                | 保護来訪者               | - 友好宇宙人 莫龍星人：上西弘次 - 莫龍星人的聲音：矢田耕司 - 宇宙猿帕奇：田尻康博 - 莫龍星人的宇宙船 | 金城哲夫          | 東條昭平   | 佐川和夫 | 立川雄三                                                              |
| 10月26日     | 17   | 逃げたぞ それ行け つかまえろ!!  | 他跑了，你去抓住他！！   | - 謀略組織 Q - 人形機器人娜娜醬（声：高橋和枝） - Q首領：里井茂 - Qの配下：大村千吉、鈴木和夫 | 若槻文三          | 満田かずほ | 佐川和夫 | 小瀬朗 土屋靖雄 [中村照美 吉村榮 小林敏郎與節奏爸爸保羅               |
| 11月2日      | 18   | 水爆恐竜をやっつけろ!!          | 打敗水爆恐龍！！         | - ネス湖怪獣 ザウルス | 山浦弘靖          | 満田かずほ | 佐川和夫 | 久万里由香                                                            |
| 11月9日      | 19   | くいとめろ人間植物園!           | 奎托梅羅人類植物園！     | - 植物人間首領 優：堀川真智子 - 植物人間 プラント3号：筈見純 - 植物：上西弘次、菊池英一、JFA | 藤川桂介          | 福原博     | 有川貞昌 | 浮田左武郎                                                            |
| 11月16日     | 20   | 宇宙忍者をあばき出せ            | 揭露宇宙忍者             | - 磁性宇宙人 多倫星人：中岡慎太郎（人間態） - 多倫星閣下的聲音：鈴木泰明 | 小滝光郎          | 福原博     | 有川貞昌 | 奥村公延 梶健司 広瀬正一 山田圭介 瀬良明 豊田紀雄                     |
| 11月23日     | 21   | 亡霊の仮面をはぎ取れ            | 撕下亡靈的面具           | - 謀略組織 Q - 松本隊員：鶴賀二郎 - 母親：田辺和佳子 - 眼科醫生：山田禅二 - 眼科接待員：山本廉 - APPLE總部的醫生：古谷敏 - 特殊隱形眼鏡                                                                              | 金城哲夫          | 満田かずほ | 佐川和夫 | 久野征四郎 古谷敏 伊呂波劇團                                          |
| 11月30日     | 22   | 東京タワーに白旗あげろ          | 向東京鐵塔升起白旗       | - 謀略組織 Q - 巨型機器人大Q：上西弘次 - Q首領：仁木裕子 | 若槻文三          | 東條昭平   | 佐川和夫 | 世志凡太 向精七 安藤敏夫 田村美沙 伊藤昌子 安藤純子 杉まり子 千葉裕子 |
| 12月7日      | 23   | 殺し屋レディをマークしろ!       | 標記兇手女士！           | - 暗殺團 - 暗殺團首領：関国麿 - 爆撃機 | 山浦弘靖          | 土屋啓之助 | 有川貞昌 | 加茂良子 薩拉姆汗                                                     |
| 12月14日     | 24   | ハプニング島へ進路とれ!!        | 踏上前往發生島的路吧！   | - 大ワニ恐竜 | 市川森一          | 土屋啓之助 | 有川貞昌 | 菊池英一 山口譲 伊藤信明 米岡雅子                                     |
| 12月21日     | 25   | 希望の空へとんで行け! （前編）  | 飛向希望的天空！（前編） | - 謀略組織 Q - Q首領・塔瓦拉吉·汗：真山知子 - Q日本支部副長・巴：当銀長太郎 - Q戰鬥員：尾崎孝二（25話） - ジャンボー型大型戦艦（25話） - 水陸両用ベンツ（25話） - 爆撃機（26話） - 双胴型ヘリ（26話） - 巨大湖底基地 | 金城哲夫          | 満田かずほ | 佐川和夫 | 土屋靖雄 和田良子 中村上治 三重街恒二 阿知波信介（25話）              |
| 12月28日     | 26   | 希望の空へとんで行け! （後編）  | 飛向希望的天空！（後編） | - 謀略組織 Q - Q首領・塔瓦拉吉·汗：真山知子 - Q日本支部副長・巴：当銀長太郎 - Q戰鬥員：尾崎孝二（25話） - ジャンボー型大型戦艦（25話） - 水陸両用ベンツ（25話） - 爆撃機（26話） - 双胴型ヘリ（26話） - 巨大湖底基地 | 金城哲夫          | 満田かずほ | 佐川和夫 | 土屋靖雄 和田良子 中村上治 三重街恒二 阿知波信介（25話）              |

## 發行
《MJ萬能號》過去曾經發行過錄影帶和LD（雷射視盤）軟體套裝。DVD系列於2006年1月27日至同年2月24日發行，第1至3捲及第4至最終卷同時發布。同樣， 《戰鬥！MJ萬能號》也於同年3月24日至4月21日期間販售。第1至3捲及第4至最終卷同時發布。
2013年1月和5月，《MJ萬能號》和《戰鬥！MJ萬能號》的DVD套裝由東映影像公司發售。

## 其他
- MJ的標誌是由光學攝影師中野稔設計的，結合了三角形，給人以尖銳的印象。 這個標誌其實是為了圓谷製作的公司徽章而設計的。 此設計將「圓谷」（ツブラヤ）中的「ツ」）的形象右上傾斜，賦予其獨特的設計感。[51]
- 在《MJ萬能號》時期，它的風格主要是以間諜動作為主題，受到了「007系列」的啟發。第1集的綁架場景和第4集中的飛彈基地都在模仿《雷霆谷》的場景[52]。
- 在《MJ萬能號》第10集的酒吧打鬥場面中，因為「喝了三得利的人不會喝醉」，導致了贊助商三得利的投訴[53]。
- 在《MJ萬能號》第10集的酒吧場景和《戰鬥！》第26集中，小川隊員在救援隊伍的生死攸關場面中，使用了日本搖滾樂隊Mustang的歌曲《野馬寶貝（Mustang Baby）》。
- 在《戰鬥！》第12集和第13集 中，出現了彈超七（だん･ちょうしぁブ）這一角色，由森次晃嗣扮演，該角色名字和台詞等都是對於角色超人七號的模仿。 森次在《七號》結束後不久就收到了出演邀約[80]，他的加盟使得這個角色成為前後兩集的一部分[54]。
- 平時特效攝影榮工作室進行，但由於爆炸聲等引起噪音，附近居民向該工作室投訴，有時還會報警報案或攻擊製作負責人。[55]之後，透過工作人員和居民的會談，約定了從晚上11:30到第二天早上6:00禁止爆炸。[56]
- 自從《超異象之謎》開始，曾參與圓谷作品的助理導演東條昭平在《戰鬥》第7集中以導演身份首次亮相[57]。

## 外部連結
- 互联网电影数据库（IMDb）上《Maitei Jyakku》的资料（英文）
- 互联网电影数据库（IMDb）上《Mighty Jack》的资料（英文）
- 東映ビデオ マイティジャック DVD-BOX （页面存档备份，存于）
- 東映ビデオ 戦え! マイティジャック DVD-BOX （页面存档备份，存于）